# Chroicocephalus
Chroicocephalus là một chi chim trong họ Laridae.

## Các loài
- Chroicocephalus philadelphia (Ord, 1815)
- Chroicocephalus cirrocephalus (Vieillot, 1818)
  - Chroicocephalus cirrocephalus cirrocephalus (Vieillot, 1818)
  - Chroicocephalus cirrocephalus poiocephalus (Swainson, 1837)
- Chroicocephalus ridibundus (Linnaeus, 1766)
- Chroicocephalus maculipennis
- Chroicocephalus serranus (Tschudi, 1844)
- Chroicocephalus novaehollandiae
- Chroicocephalus scopulinus
- Chroicocephalus hartlaubii
- Chroicocephalus saundersi
- Chroicocephalus bulleri
- Chroicocephalus brunnicephalus
- Chroicocephalus ridibundus
- Chroicocephalus genei
- Chroicocephalus utunui †

## Hình ảnh

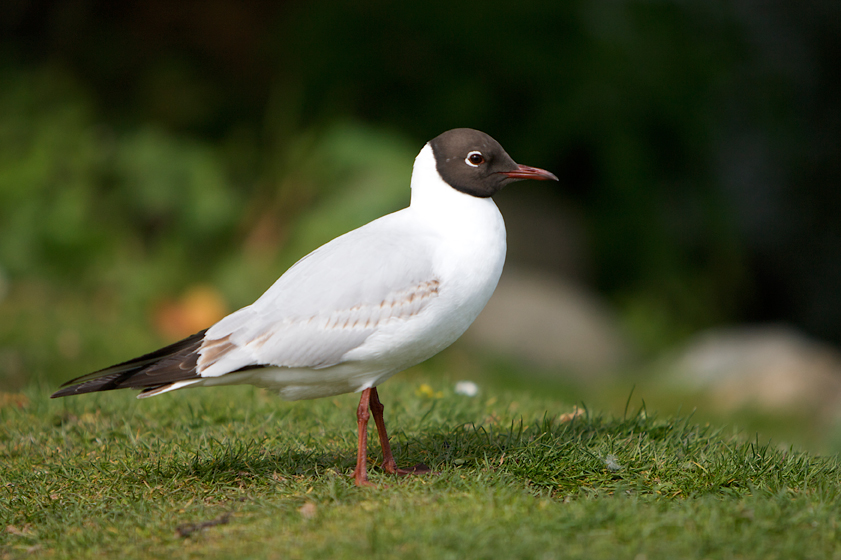
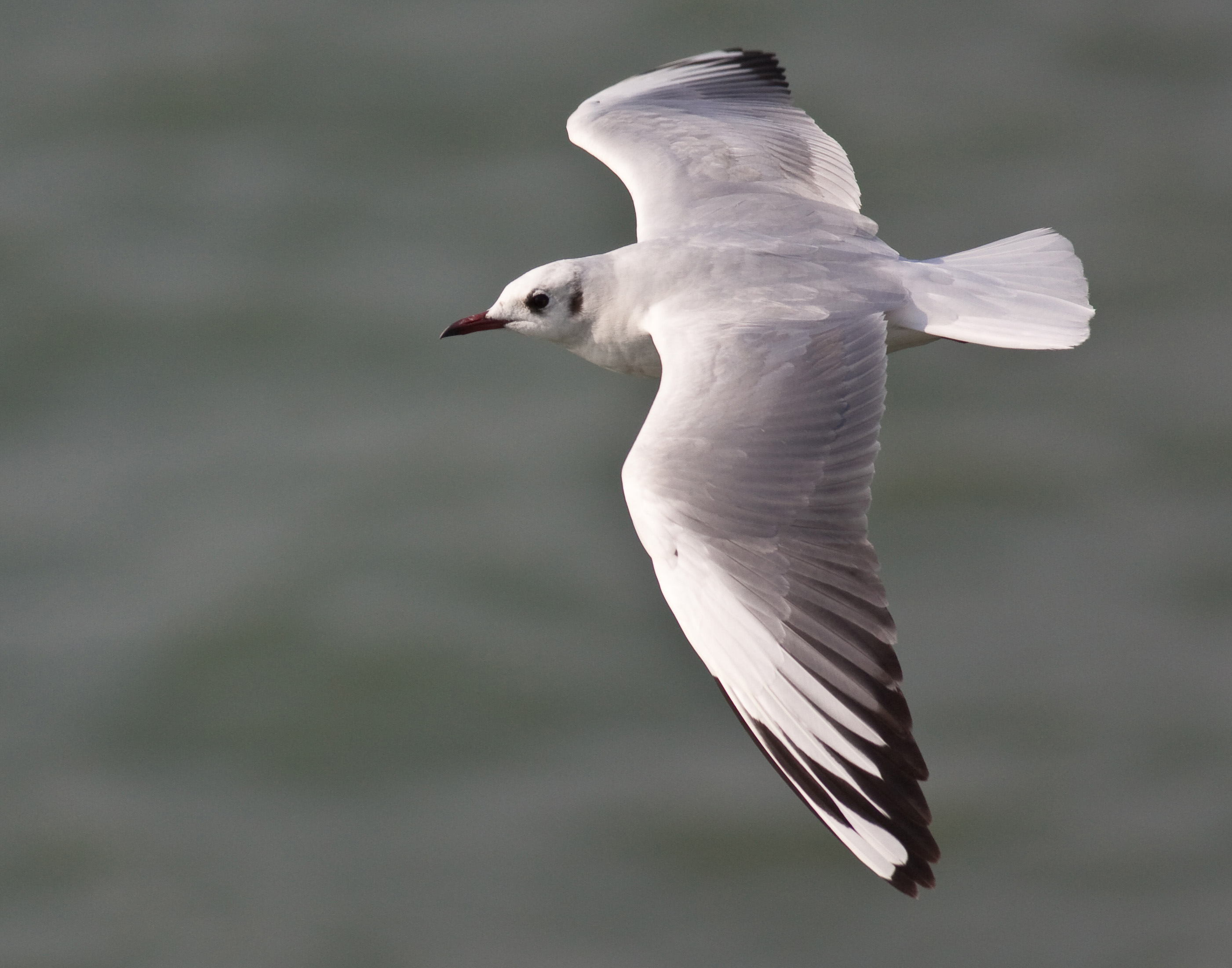
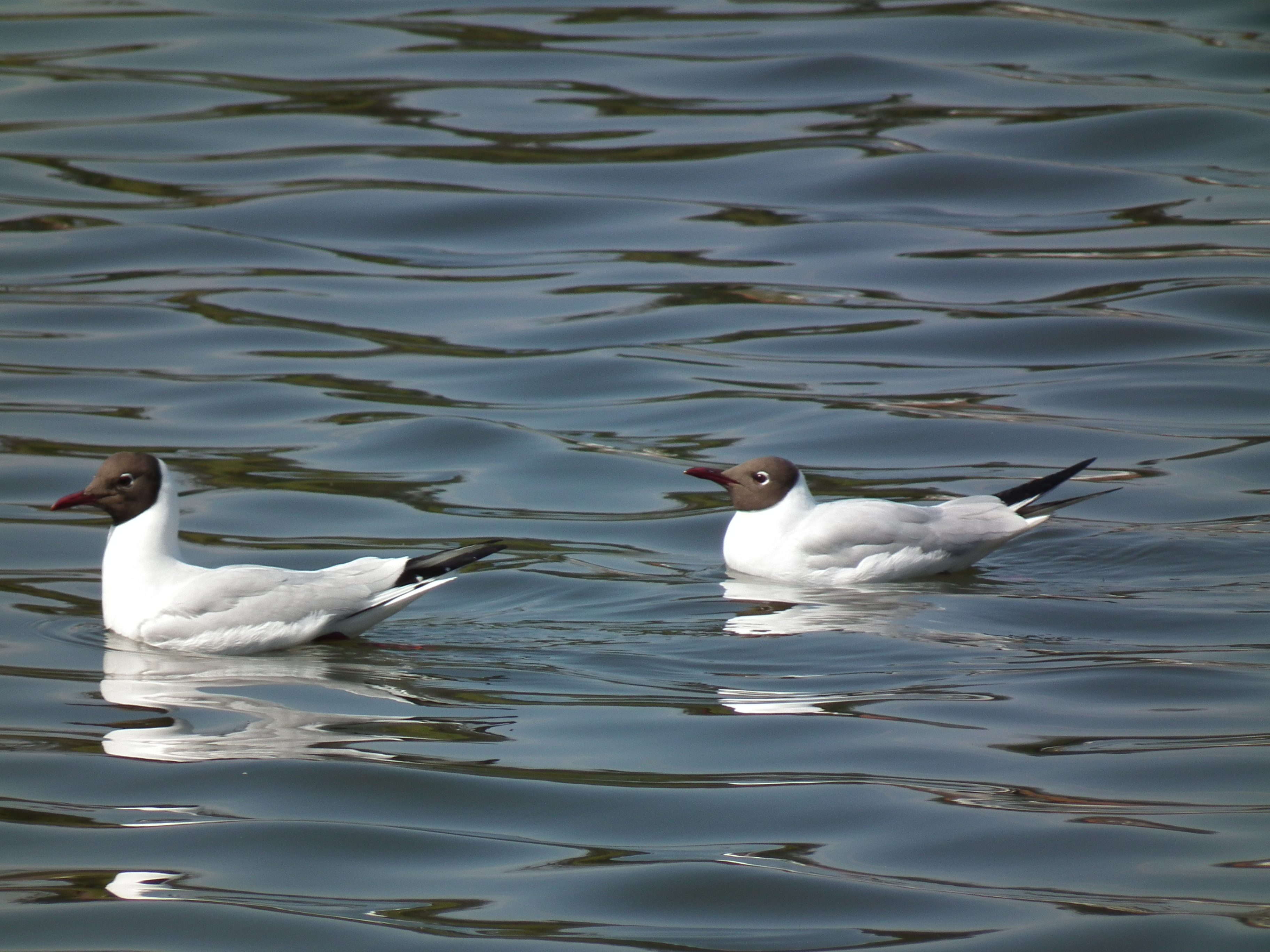
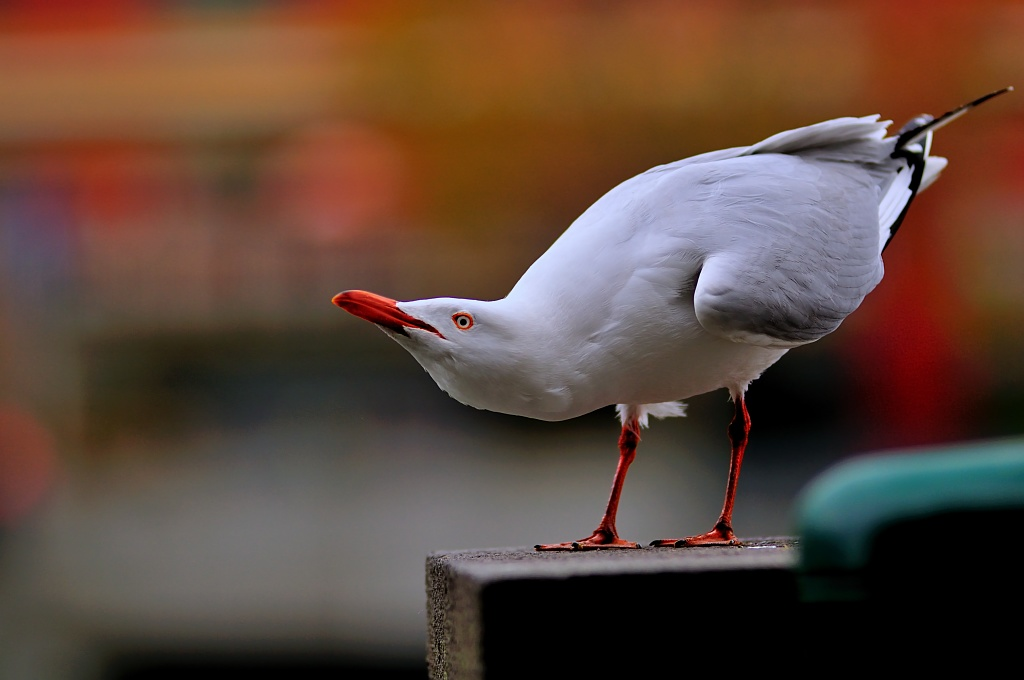
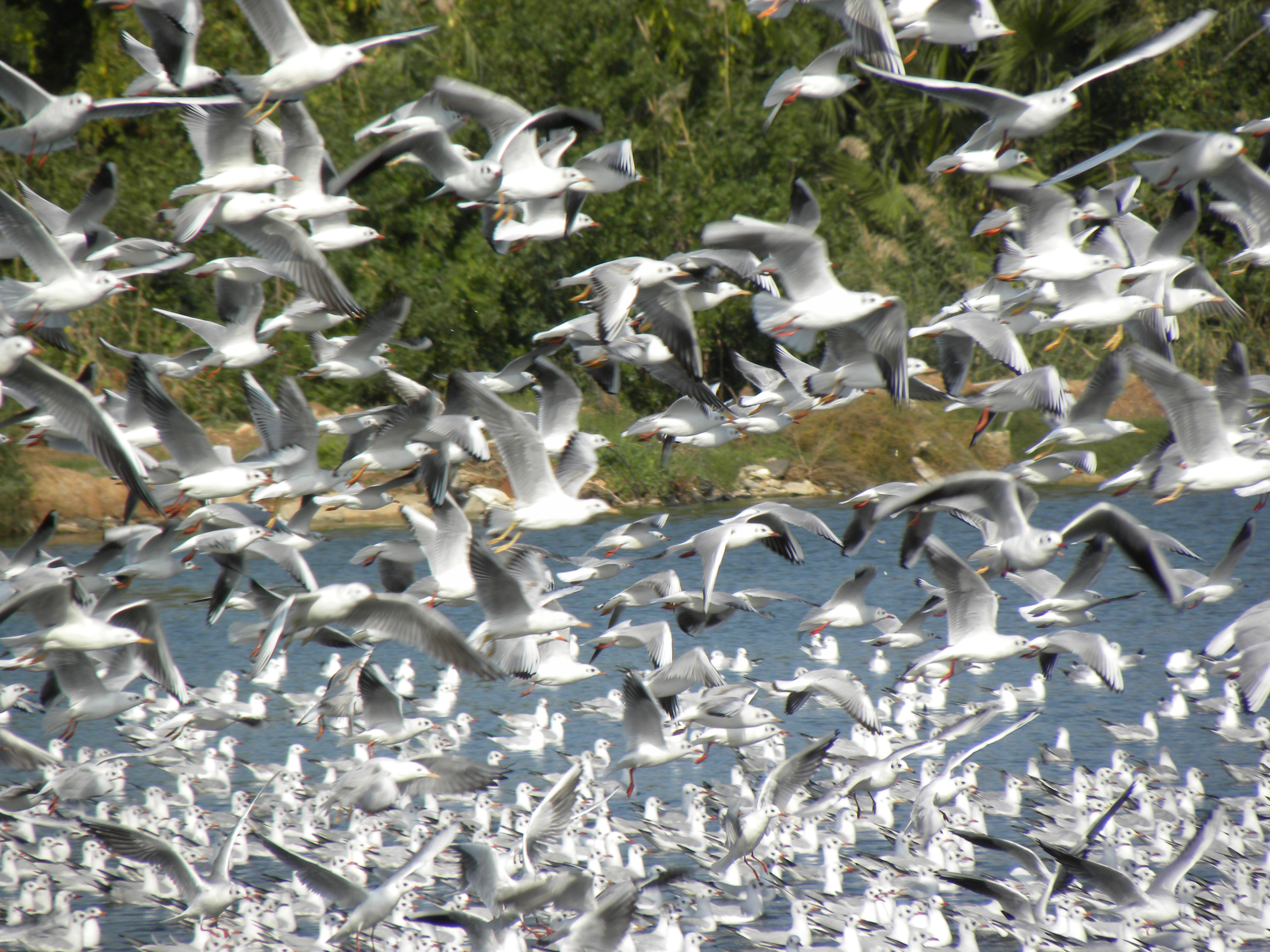
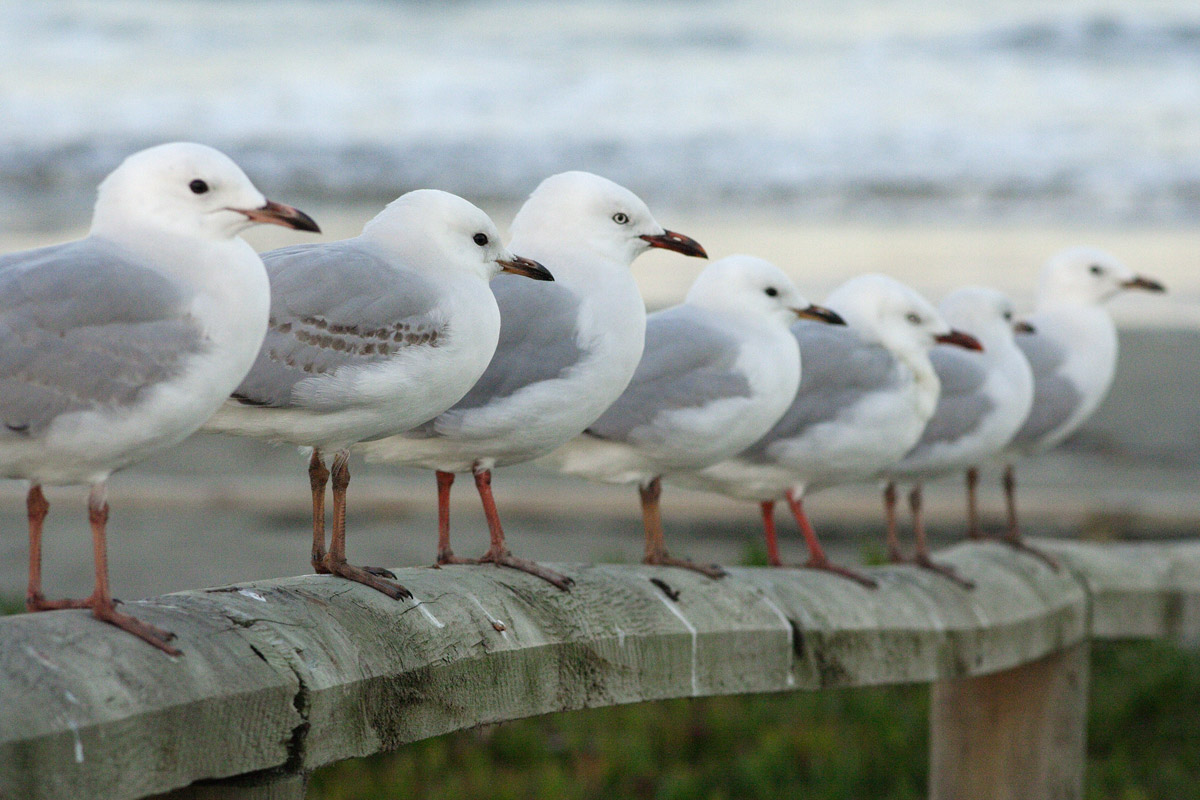
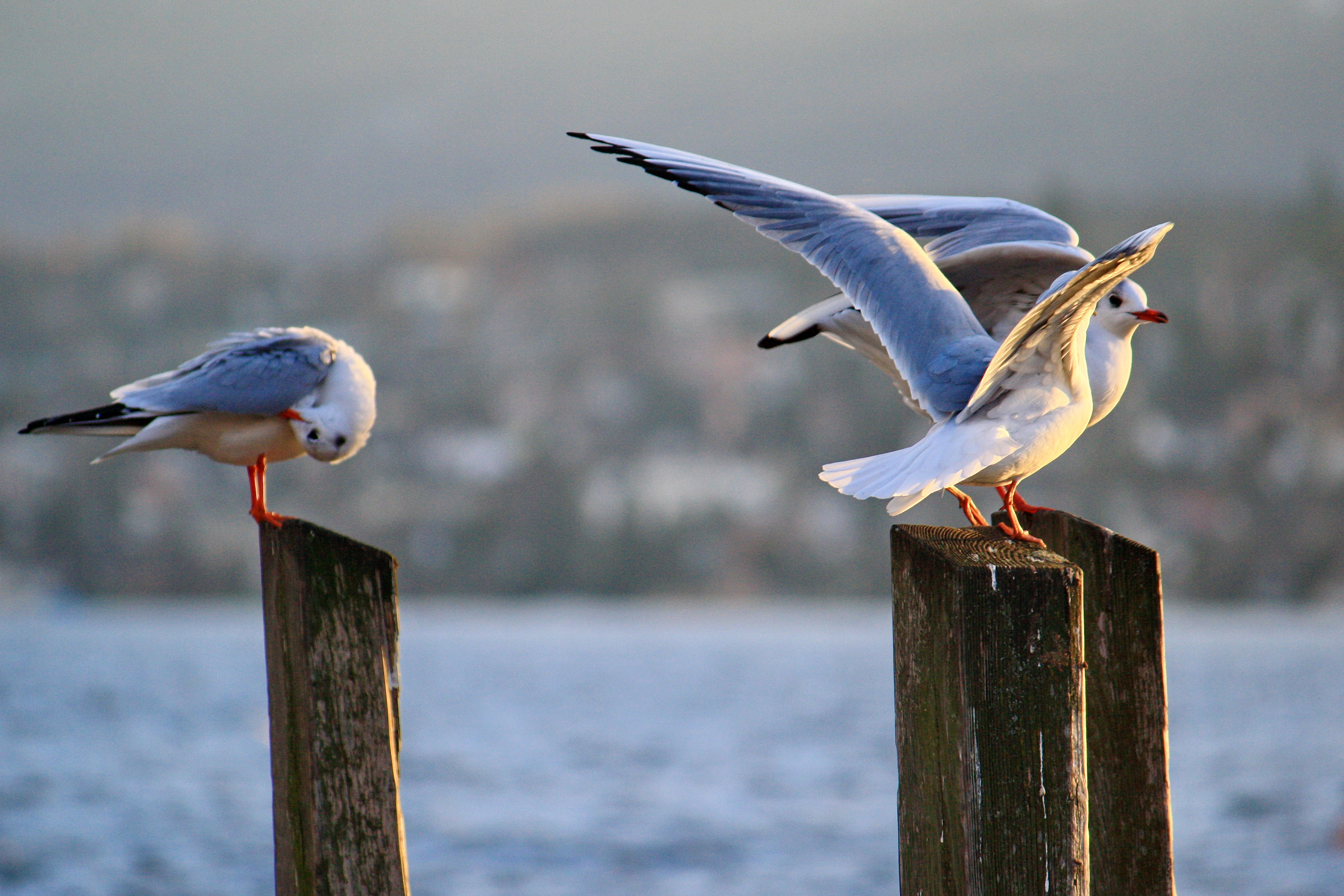